# ダニエル・ゴットロープ・テュルク
ダニエル・ゴットロープ・テュルク（Daniel Gottlob Türk, 1750年8月10日 - 1813年8月26日）は、ドイツ古典派の作曲家、オルガニスト、教育者。

## 生涯
テュルクはザクセン選帝侯領のクラウスニッツに生まれた。はじめ父からオルガンの手ほどきを受け、その後ヨハン・アダム・ヒラーの下で学ぶ。初めての専門職にハレ大学を選択したのはヒラーの勧めによるものだった。1779年4月18日にハレ大学はテュルクの要望を受諾し、音楽理論の講義を開始するのを認めるとともに彼を大学の「音楽監督」に据えた。この任用によってテュルクはドイツで2人目となる大学の音楽監督となった。ハレ大学在職中に『礼拝におけるオルガニストの役割』と題する論文を著しており、これは現在でも折に触れて再版されている。
テュルクの舞曲やメヌエットには今日なお有名な楽曲がいくつかある。ソナタは18曲が遺されている。クラシック音楽作品史において最も注目されるのは、鍵盤楽器の教則本である『Klavierschule』である。他にカンタータ『Die Hirten bey der Krippe zu Bethlehem』（1782年）を作曲しており、数曲のオルガン作品や他の合唱作品が草稿のまま遺されている。
1783年にヨハンナ・ドロテア・ライジン・シンメルプフェニッヒと結婚、2児を儲けた。カール・レーヴェと同じくハレのフリーメイソンのロッジ「Zu den drei Degen」に所属していた。1813年に病に倒れ、肝臓病によりこの世を去っている。

## 教育者として
テュルクに最初に演奏法を教えたのは父であり、その後ドレスデンにてヨハン・ゼバスティアン・バッハの弟子であるゴットフリート・アウグスト・ホミリウスに師事した。生来の優れた教師であり、彼の門下からはフリードリヒ・クリスティアン・ヘルマン・ウーバー、カール・トラウゴット・ツォイナー、ヨハン・フリードリヒ・ナウアー、カール・レーヴェらが輩出している。

## 著作
- Von den wichtigsten Pflichten eines Organisten (Leipzig u. Halle 1787, neue Ausgabe von Naue. 1838)
- Klavierschule oder Anweisung zum Klavierspielen für Lehrer und Lernende mit kritischen Anmerkungen. (Leipzig und Halle 1789)
- Kurze Anweisung zum Generalbaßspielen (Leipzig 1791; 5. Aufl. von Naue, 1841)
- Anleitung zu Temperaturberechnungen (Leipzig 1806, 1808 gedruckt)